# Lucie Májková
Lucie Májková (* 9. července 1988) je česká atletka ve skoku dalekém a trojskoku.
Závodila za AK Olymp Brno, ale v říjnu 2014 se stala členkou Univerzitního sportovního klubu Praha.
Dne 14.2.2015 splnila výkonem 13,66 minimum pro start na Halové mistrovství Evropy v atletice v Praze. Zde však i přes vytvoření nového osobního rekordu (13,79) nepostoupila do finále. V roce 2016 se díky divoké kartě kvalifikovala na Mistrovství Evropy v Amsterdamu, kde výkonem 13,93 postoupila do finále a obsadila konečné 12. místo.
Studovala informační studie a knihovnictví na Filozofické fakultě MU v Brně. V roce 2011 odevzdala bakalářskou práci s názvem Autentizace důkazem znalostí se zaměřením na běžného uživatele IT.

## Osobní rekordy
- hala: trojskok 13,79 m / dálka 6,11 m
- dráha: trojskok 13,93 m / dálka 6,28 m